# SH-01J
AQUOSケータイ SH-01J（アクオス ケータイ エスエイチ ゼロイチ ジェイ）は、シャープが開発した、NTTドコモの第3.9世代移動通信システム（Xi）と第3世代移動通信システム（FOMA）のデュアルモード端末で、ドコモ ケータイ（spモードケータイ）の一つである。

## 概要
本端末はNTTドコモ初のAndroidフィーチャーフォンとして発売された2015年夏モデルSH-06Gの後継機種である。

## 機能
SH-06Gでは非対応だったVoLTEに対応したことに加え、聞き取りやすさを向上する為「でかレシーバー」機能が搭載された。ディスプレイはSH-06Gと同じ3.4インチを搭載するが、高解像度化（SH-06G:480×854ドット→SH-01J:540×960ドット）され、「でか文字」機能が搭載された。
カメラ機能は有効画素数が800万画素に向上され、HDRに対応したことで逆光による黒つぶれや白とびを抑えた撮影が可能となった。SH-06Gに搭載されているクイックオープン（ワンプッシュオープンボタン）や「クイック起動キー」はSH-01Jにも搭載されているほか、SH-06Gでは非対応だったおサイフケータイに対応。バッテリー容量は1,800mAhに大容量化され、防水（IPX5/IPX8）・防塵（IP5X）性能に加え、アメリカ国防総省の納品用規格であるMIL規格（MIL-STD-810G）に準拠した落下動作試験をクリアしたことによる耐衝撃性能も備わる。
通信方式はLTEやGSM、無線LANに新たに対応。指でなぞって操作する「タッチクルーザーEX」は引き続き搭載されるほか、スマートフォンやタブレットと連携し、通知・呼び出し・データ転送が可能な「PASSNOW」が新たに搭載された。

## 歴史
- 2016年
  - 10月19日 - 2016-2017冬春モデルの1機種として発表。事前予約を開始[4]。
  - 10月21日 - 発売。

## アップデート
最新のアップデートを適用した場合、過去に実施された不具合改善や機能追加のアップデートがすべて適用される。ただし、最新のアップデートを行うには「2018年11月8日のアップデート」を適用する必要がある（購入時期やアップデートの状況により該当のアップデートが適用済で最新のアップデートが可能な場合がある）。最新のアップデート適用後のビルド番号は01.02.06である。
2017年3月30日のアップデート
- バーコードリーダー使用時に電話帳の登録が正常に動作しない場合がある不具合が改善される
- 代理応答（迷惑電話対策）とテザリングに対応する

2017年4月20日のアップデート
- 特定条件下におけるキー動作の不具合（正常に動作しない場合がある）が改善される

2017年11月21日のアップデート
- 初期設定の不具合（完了後に再起動すると初期設定画面が再表示される場合がある）が改善される

2018年3月1日のアップデート
- 非通知設定に関する不具合（発信した際に正常に発信履歴に残らない場合がある）が改善される
- 「あんしんスキャン」と「あんしんナンバーチェック」に対応する

2018年4月26日のアップデート
- 通話中、まれに異音が発生する場合がある不具合が改善される

2018年6月21日のアップデート
- 受信メールの添付画像が正常に表示されない場合がある不具合が改善される

2018年9月11日のアップデート
- 品質改善が行われる

2018年11月8日のアップデート
- 品質改善が行われる

2019年4月8日のアップデート
- タイマーアプリの不具合（まれにアラーム音が停止できない場合がある）が改善される

2019年12月17日のアップデート
- 品質改善が行われる